# Wilhelm Hofmeister
Wilhelm Friedrich Benedikt Hofmeister (ur. 18 maja 1824 w Lipsku, zm. 12 stycznia 1877 w Lindenau) – niemiecki biolog i botanik. W 1851 roku opublikował pracę, w której opisał przemianę pokoleń u roślin. W 1863 otrzymał katedrę na Uniwersytecie w Heidelbergu, od 1872 profesor na Uniwersytecie w Hamburgu.

## Wybrane prace
- Untersuchungen des Vorganges bei der Befruchtung der Oenothereen. Botanische Zeitung 5, ss. 785-792 (1847)
- Die Entstehung des Embryos der Phanerogamen. Eine Reihe mikroskopischer Untersuchungen. Verlag F. Hofmeister, Leipzig 1849
- Vergleichende Untersuchungen der Keimung, Entfaltung und Fruchtbildung höherer Kryptogamen (Moose, Farne, Equisetaceen, Rhizokarpeen und Lykopodiaceen) und der Samenbildung der Coniferen. 179 ss., 1851 
  - On the germination, development and fructification of the higher Cryptogamia and on the fructification of the Coniferae. Ray Society, London, 1862.
- Neue Beiträge zur Kenntniss der Embryobildung der Phanerogamen. 1. Dikotyledonen mit ursprünglich einzelligem, nur durch Zellentheilung wachsendem Endosperm. S. Hirzel, Leipzig, ss. 536-672. 1859.
- Neue Beiträge zur Kenntniss der Embryobildung der Phanerogamen. 2. Monokotyledonen. S. Hirzel, Leipzig, ss. 632-760. 1861.
- Die Lehre von der Pflanzenzelle. [W:] W. Hofmeister (ed.): Handbuch der Physiologischen Botanik I-1. 664 ss. W. Engelmann, Leipzig. 1867.
- Allgemeine Morphologie der Gewächse. [W:] W. Hofmeister (ed.): Handbuch der Physiologischen Botanik I-2. W. Engelmann, Leipzig. 1868